# 金森久雄
金森久雄（日语：金森 久雄/かなもり ひさお，1924年4月5日—2018年9月15日），日本的经济官僚、经济学家，曾任日本经济研究中心会长。

## 著作
- 《日本战后经济史话》[3]